# Familie Bundschuh – Woanders ist es auch nicht ruhiger
Familie Bundschuh – Woanders ist es auch nicht ruhiger ist ein deutscher Fernsehfilm des Regisseurs Thomas Nennstiel aus dem Jahr 2021. Die Komödie ist der sechste Teil der Filmreihe und die fünfte Verfilmung von Andrea Sawatzkis Familie-Bundschuh-Buchreihe. Der Film basiert auf dem 2021 erschienenen Band Woanders ist es auch nicht ruhiger.

## Handlung
Familie Bundschuh musste ihr Haus verkaufen, um dem Fluglärm des neu eröffneten Berliner Flughafens zu entkommen. Gerald ersteigert zur Überraschung seiner Frau Gundula ein Gutshaus außerhalb von Berlin. Als die beiden mit Sohn Matz das Anwesen aufsuchen, treffen auch die bereits informierten anderen Familienmitglieder ein. Irgendwie käme es allen gelegen, in das neue Anwesen einzuziehen: Geralds verschuldete Mutter sucht sowieso eine ansprechende Bleibe, Gundulas Bruder Hadi und seine Frau Rose wohnen samt Sohn gerade in einem Wohnmobil und Ilse, die Mutter von Gundula und Hadi, sucht Veränderung. Gerald und Gundula lassen sich auf dieses Experiment ein, ihre Familie in dem Haus zur Miete wohnen zu lassen; ein halbes Jahr Probezeit wollen sie ihrer Verwandtschaft geben.
Auch wenn der Kauf ein Schnäppchen war, zeigt sich bald deren Kehrseite. Das große Haus steht unter Denkmalschutz und so wacht Hella von Sternberg von der Denkmalschutzbehörde penibel darauf, dass die Bundschuhs alles fachgerecht instand setzen und keine Veränderungen an der baulichen Substanz vornehmen. All das ist mit immensen Kosten verbunden, für die Bundschuhs ein finanzieller Alptraum – allein der Nachbau der historischen Fenster würde die gesamte Reserve verschlingen. Ilse schlägt vor, Frau von Sternberg zum Essen einzuladen und sie zu einer Verbündeten zu machen. Allerdings schlägt das auch wieder fehl. Den Stromausfall können sie noch durch ein historisches Kerzenscheindinner geschickt überdecken, doch der strengen Frau fallen anschließend die kleinsten Schäden im Haus auf, welche die Bundschuhs bis jetzt verursacht haben.
Susanne hat inzwischen einen neuen Zeitvertreib für sich entdeckt. Da sie Matz in Sachen Liebe ein paar Ratschläge gegeben hat, startet sie einen Liebesberatungsvideochat und hilft jetzt den Teenagern. Gundula sucht wieder Hilfe bei ihrem Therapeuten Herrn Mussorkski und versucht über eine gemeinsame Familienaufstellung im Gutshaus allen Beteiligten zu helfen, was natürlich nichts bringt. Mussorkski fährt zurück nach Berlin, erst dort entdeckt der die schluchzende Gundula auf der Rückbank. Gundula übernachtet bei ihm auf der Couch. Gerald erfährt, dass Sohn Matz und seine Freundin verhaftet wurden, als sie sich vom Brandenburger Tor abseilten und ein Plakat gegen die Klimakrise hissten. Am nächsten Morgen fährt Gerald zu Mussorkski und hält ihm eine gehörige Standpauke, wirft ihm vor, dass er den Zenit seiner Inkompetenz schon vor 20 Jahren überschritten hätte. Gundula hört dies und scheint ein wenig beeindruckt zu sein.
Rose wird klar, dass Eheprobleme bei Gerald und Gundula dazu führen könnten, dass alle ihre Bleibe verlieren, also beginnt sie mit Susanne selber Hand anzulegen und sich um die Baufälligkeiten zu kümmern. Ilse bestellt ihre Kinder Gundula und Hadi in ein Restaurant in Berlin-Mittel. Sie gibt beiden jeweils 200.000 Euro ihres Erbes. Dies ermöglicht es, die Probleme mit dem Haus nach und nach zu lösen. Ilse präsentiert ihrer Familie noch am gleichen Tag Umberto, einen Italiener, den sie in dessen Hotel kennengelernt habe. Mit diesem bricht sie in ein neues Abenteuer ihres Lebens auf. Wie lange sie unterwegs sein wird, ist ungewiss, sie möchte diese Chance einfach ergreifen. Susanne hat auch Neuigkeiten zu berichten: Mit ihrer Beratungshotline hat sie sich einen Werbepartner an Land gezogen, den weltweit führenden Vertreiber von Sextoys.
Gerald überrascht Gundula damit, dass er gemeinsam mit Hadi ihren geliebten Kronleuchter angebracht hat. Als er ihn einschaltet, sprühen Funken und er kracht auf den Esstisch.

## Hintergrund
Die Auftragsproduktion des ZDF wurde von Ziegler Film produziert und von April bis Mai 2021 in und um Berlin gedreht. Gedreht wurde größtenteils in Oehna, einem Ortsteil der Gemeinde Niedergörsdorf im Land Brandenburg.

## Rezeption

### Kritiken
In der Besprechung bei tittelbach.tv gibt Kritiker Tilmann P. Gangloff dem Film insgesamt 3,5 von 6 Sternen.

### Einschaltquoten
Die Erstausstrahlung erfolgte am Nikolaustag 2021 im ZDF und wurde von 6,15 Millionen Zuschauern gesehen. Dies entsprach einem sehr guten Marktanteil von 20,1 %.